# 吉瀨美智子
吉瀨美智子（日语：／ Kichise Michiko，1975年2月17日—），日本女演員。隸屬FLaMme經紀公司。暱稱「みっちゃん」。

## 經歷
吉瀨美智子因其擅長扮演散發出妖艷氣息的成年女性而受到矚目。出道前在自己家附近的咖啡店打工時，被星探發現而開始從事模特兒的工作，在如DOMANI之類的許多雜誌及廣告活躍，與廣末涼子，戶田惠梨香同屬FlaMme事務所，以時尚雜誌起家的她，自平面模特兒轉戰演藝圈後，2007年因演出富士電視台春季日劇《欺詐遊戲》開始嶄露頭角，劇中美智子飾演LGT事務局專員艾麗，其性感與成熟兼具的冷酷造型令人印象深刻，最後一集不僅負責全集口白，而且還是整個遊戲很關鍵的靈魂人物，之後她在個人部落格上面也有寫到，為了演這岀戲還特地去結髮。
除此之外，之前紅透半邊天的《交響情人夢》，吉瀨美智子在當中也有參與演出，劇中他飾演音樂大師法蘭蘇·休德列謝曼的金髮女祕書艾莉絲，戲份雖然不多，但出場時相當有架式，表現全然不輸給同劇的其他演員。
2007年接演了日本電視台NTV秋季日劇《工作狂人》，劇中他飾演JIDAI周刊藝文版編輯梶舞子，與女主角菅野美穗所飾演的松方弘子同為工作競爭對手，另外，美智子同時還參與另一部TBS日劇《女子刑事》的演出工作，戲裏美智子飾演女主角仲間由紀惠的學生時代朋友，並且在電視台擔任廣播員，同一時間兩邊軋戲的她，不愧是近年來快速竄紅的氣質女星。
2008年的TBS夏季日劇《魔王》中扮演生田斗真的兄嫂，與丈夫的秘書發生戀情，在這之後的《血色星期一》裡扮演恐怖分子的角色折原瑪雅。2008年7月間播映的《魔王》與《太陽與海的教室》，同時參演兩部劇演出的吉瀨美智子顯示了不凡的演技。
2009年吉瀨美智子更是接連飾演了NHK大河劇《天地人》中常盤貴子的姐姐阿悠，《妄想姐妹》中的大姐市川晶子，《BOSS》中的法醫奈良橋玲子，前途被一片看好。
2012年在日本“最理想妻子”排行中排列第10。

## 人物
吉瀨出生於福岡縣朝倉郡杷木町（現・朝倉市）。有一個比她大兩年的姐姐，關係相當好。興趣為釣魚與打高爾夫等戶外活動。

## 主要演出

### 娛樂性節目
- モデルファクトリー（1997年4月 - 9月、東京電視台） - 準班底
- 噂の!東京マガジン（2003年 - 2007年 、TBS電視台） ‐ 助手
- サラリーマンNEO season3（2008年4月 - 9月、NHK） ‐ 準班底[2]
- 挑戦者〜No.1への階段〜（2009年4月 - 2010年3月、朝日電視台） - ナビゲーター

### 電視連續劇
- ぽっかぽか3（1997年、TBS電視台 ）- 飾演 珠子
- 嫉妬の香り （2001年、朝日電視台） - 飾演 佐伯佐和子
- Love collection （2003年、朝日電視台）
- ディビジョン1 舞台6『犯人デカ』第4話 （2004年、富士電視台） - 飾演 円谷まどか
- 流星花園 第1話 （2005年、TBS）
- 小早川伸木の戀 （2006年、富士電視台）
- Attention Please 第1話 （2006年、富士電視台）
- 電車男 DELUXE 最後的聖戰 （2006年、富士電視台） - 飾演 前園の秘書
- 交響情人夢 第5・6話 （2006年、富士電視台） - 飾演 エリーゼ 役
- セレンディップの奇蹟 （2007年、日本電視台） - 飾演 チカ
- 詐欺遊戲 Season1 （2007年、富士電視台） - 飾演 エリー
- 工作狂人 （2007年、日本電視台） - 飾演 梶舞子
- ジョシデカ!-女子刑事- （2007年、TBS） - 飾演 蜷川はるか
- 交響情人夢 in 歐洲SP （2008年1月、富士電視台） - 飾演 エリーゼ
- 世界奇妙物語 '08春天特別編「透き通った一日」 （2008年4月2日）
- パンドラ （2008年、WOWOW） - 飾演 桂ひとみ
- Around40 （2008年、TBS） - 飾演 三波由香裡
- 魔王 （2008年7月 - 9月、TBS） - 飾演 芹沢麻裡
- 太陽與海的教室 （2008年7月 - 9月、フジテレビ） - 飾演 真山春佳
- BLOODY MONDAY Season1 （2008年10月 - 12月、TBS） - 飾演 折原マヤ
- 天地人 （2009年、NHK大河劇） - 飾演 お悠
- 妄想姉妹〜文學という名のもとに〜 （2009年1月 - 3月、日本電視台）-　飾演 市川晶子 （初主演・複數主演）
- BOSS （2009年4月 - 6月、富士電視台）　-　飾演 奈良橋玲子
- 詐欺遊戲 Season2 （2009年11月 - 2010年1月、富士電視台） - 飾演 エリー
- BLOODY MONDAY Season2 （2010年1月 - 3月、TBS電視台） - 飾演 折原マヤ
- 鋼之女（2010年5月 - 2010年7月、朝日電視台） - 飾演 芳賀稲子 （主演）
- Guilty～與惡魔訂契約的女人（2010年10月 -，關西電視台） - 飾演 榎本萬里(32)
- 華和家四姊妹 (2011年7月-9月、TBS) - 飾演 華和藤子(32)
- 三色貓福爾摩斯的推理 第四、五、六集 （2012年4月-6月、日本電視臺）- 飾演 津川旬子
- 小孩警察 （2012年4月、TBS）－ 飾演 松田凛子
- 晝顏 ～平日午後3點的戀人們～ （2014年7月17日、CX）－ 飾演 瀧川利佳子
- Dr.倫太郎 （2015年4月 - 6月、NTV）－ 飾演 水島百合子
- 成熟女子 （2015年10月 - 12月、CX）－ 飾演 大崎萠子
- 毛毯貓 （2017年6月 - 8月、NHK）－ 飾演 藤村美咲
- 東京センチメンタルSP〜御茶ノ水の恋〜（日语：東京センチメンタル） （2018年3月31日、TV Tokyo）－ 飾演 秋本楓
- Signal 長期未解決事件搜查班 （2018年4月 - 6月）－ 飾演 櫻井美咲
  - 特別篇（2021年3月30日）
- 行骗天下JP 第2話 （2018年、富士電視台）－ 飾演 櫻田靜子
- 未滿警察：午夜跑者（日语：未満警察 ミッドナイトランナー） （2020年、日本電視台）－ 飾演 及川蘭子
- 寫不了!？ ～編劇家 吉丸圭佑的無情節生活～ （2021年、朝日電視台）－ 飾演 吉丸奈美
- 世界奇妙物語 '21 夏之特別篇「還有15秒就死」（2021年6月26日、富士電視台）－ 飾演 三上惠（主演）
- 黑天鵝湖（2021年7月24日 - 8月21日、WOWOW）－ 飾演 財前由布子
- NICE FLIGHT!（2022年7月22日 - 9月9日、朝日電視台）－ 飾演 喜多見七海
- 刑警與檢察官，有時是法官。（2023年4月13日 - 6月8日、朝日電視台）－ 飾演 諸星美沙子
- 我家律師很麻煩（2023年10月13日 - 12月22日、富士電視台）－ 飾演 笠原梨乃
- 尤莉亞老師的紅線（2023年10月19日 - 12月14日、日本電視台）－ 飾演 泉川蘭
- 友情〜平尾誠二和山中伸彌「最後的一年」〜（2023年11月11日、朝日電視台）－ 飾演 山中知佳
- Unmet 某腦外科醫的日記（2024年4月15日 - 6月24日、關西電視台・富士電視台）－ 飾演 津幡玲子
- 廢柴經紀人！-我來管理廢柴的藝人-（2025年4月20日 - 6月22日、日本電視台）－ 飾演 川島玲子
- 愛的，學校。（2025年7月10日 - 、富士電視台）－ 飾演 宇都宮明菜

### 網路劇
- 御手洗家、炎上（2023年7月13日、Netflix）－ 飾演 村田皐月

### 電影
- 蘇える金狼（1998年、ギャガ・コミュニケーションズ） - 飾演 榎本ルリ子
- ドルフィンスルー（1998年、ケイエスエス）
- ジャンプ（2004年、シネカノン）
- フライング☆ラビッツ（2008年、東映）- 飾演 星名令子
- 白夜（2009年、ギャガ・コミュニケーションズ）） - 飾演 朋子
- 交響情人夢 最終楽章 前編/後編（2009年、2010年、東寶） - 飾演 エリーゼ
- LIAR GAME The final Stage（2010年、東寶）
- 海の金魚（2010年、T-JOY）
- 死刑台のエレベーター（2010年、角川映畫）- 飾演 手都芽衣子 （主演）
- 心動舞台（2011年、松竹）
- 僕と妻の1778の物語（2011年、東寶）
- 神的診療簿（2011年、東寶）飾演 外村靜枝
- GIRL（2012年、東宝）飾演 小坂容子
- LEGAL HIGH特別篇2（2014年、富士台日劇）飾演 中原沙也加
- 蠟筆小新：爆睡！夢世界大作戰（2016年、東寶）- 飾演 貫庭玉小百合（配音）
- 行骗天下JP：「浪漫篇」（2019年、東寶）- 飾演 櫻田靜子
- 劇場版 Signal 長期未解決事件搜查班 （2021年12月24日、東寶）－ 飾演 櫻井美咲

### 雜誌
- Domani（1999年-2007年） ‐ 專屬模特兒
- Yomiuri Weekly（2003年）
- 週刊現代（2003年-2004年） ‐ 刊頭寫真與封面
- サンデー毎日（2003年） ‐ 封面
- anan（2009年）－ 封面
- FLIX増刊FLIX SCRIPT　（2009年）雜誌寫真
- LIAR GAME　（2010年）電影訪談雜誌圖
- 東京カレンダー（2010年）與戶田惠梨香合照
- 周刊プレイボーイ（2010年）
- 吉瀨美智子–calendar portrait 2011 moments（2010年）日曆

### 廣告
- SUNTORY ザ・カクテルバー（1997年）
- 松下電工 マイルームエステ（1997年）
- 東急ホテルズ（1997年）
- 花王 SOFINA要用美白化妝品（1998年）
- BANDAI 塔麻可吉（電子雞）（1998年）
- 日產汽車 LAUREL（1998年）リサイタル編
- 日本電信電話 シャベリッチ（1999年 - 2000年）
- エイボン化粧品（2001年）
- KOSÉ レシピオ（2001年）
- 積水化學工業 ツーユーホーム（2001年）
- P&G 品客（2001年）
- 大和證券グループ（2002年）
- OCAジャパン（2002年）
- POLA リンクルショット（2004年）
- 麒麟麥酒 FOUR ROSES（2004年）
- DTC TRILOGY（2004年）
- JR東日本 えきねっと（2005年）
- 東日本建設 シエルタウン船橋塚田（2007年）
- 妮維雅 ニベアボディ スキンミルク（2007年-）
- 富士重工業 フォレスター（2008年-）
- 黃桜（2008年）
- Panasonic 家電（2008年-）
- DANONE  BODY-ism（2009年）
- 富士重工業（速霸陸汽車） エコカー補助金キャンペーン「縁日」「線香花火」「金魚すくい」編（2010年）

## 其他
- 年曆《吉瀨美智子─calendar portrait 2011》（2010年11月12日/小學館）

## 註解
1. ↑  2008年3月號「日経エンタテインメント!」專訪
2. ↑  曾在2007年的season2有擔任過來賓的經驗

## 外部連結
- 官方網站 （页面存档备份，存于）（日語）
- 吉瀨美智子的Ameba部落格（日語）
- 模特兒部落格　綺麗の秘密
- 吉瀨美智子的IG （页面存档备份，存于）